# Чашка чаю
«Чашка чаю» (інші назви: «Закриті двері», «Арештуйте мене») — радянська чорно-біла німа сатирична комедія режисера Миколи Шпиковського. Фільм не зберігся.

## Сюжет
Один московський обиватель, який вимушений шукати собі притулок, потрапляє в квартиру, мешканці якої вороже ставляться один до одного через житлові проблеми. А одна злісна аліментниця намагається видати бідолаху за батька своєї дитини.

## У ролях
- Ігор Ільїнський —  Ільїнський
- Ніна Лі —  дівчина
- Іван Лагутін —  управдом
- Яків Ленц —  Буйкін
- Дора Феллер-Шпиковська —  дружина Буйкіна
- Федір Курихін —  сусід-обиватель
- Т. Блюмен —  аліментниця
- В. Гейман —  хворий
- Марк Цибульський — епізод
- Кирило Гун — епізод
- Р. Горбачова — епізод
- Т. Тарновська — епізод
- А. Бекаревич — епізод

## Знімальна група
- Режисер: Микола Шпиковський
- Сценарист: Микола Шпиковський
- Оператор-постановник: Дмитро Фельдман
- Художники-постановники: Дмитро Колупаєв, Самуїл Адліванкін